# Zjednoczone Stany Miłości
Zjednoczone Stany Miłości (Engels: United States of Love) is een Pools-Zweedse film uit 2016, geschreven en geregisseerd door Tomasz Wasilewski. De film ging op 19 februari in première op het Internationaal filmfestival van Berlijn.

## Verhaal
Polen, 1990, het eerste jaar van vrijheid na de val van de Berlijnse Muur maar ook van een onzekere toekomst. Vier vrouwen besluiten voor zichzelf dat het tijd is voor verandering. Agata, een jonge moeder  die zich in een ongelukkig huwelijk bevindt, is verliefd op een jonge priester en houdt hem heimelijk in het oog. Iza is een schooldirectrice die een langdurige affaire heeft met een getrouwde dokter maar verliefd is op de vader van een van haar studenten. Renata zoekt contact met de buurvrouw Marzena die les geeft in dans en sport. Marzena zelf droomt van een carrière als fotomodel.

## Rolverdeling
| Acteur              | Personage |
| ------------------- | --------- |
| Julia Kijowska      | Agata     |
| Magdalena Cielecka  | Iza       |
| Dorota Kolak        | Renata    |
| Marta Nieradkiewicz | Marzena   |
| Łukasz Simlat       | Jacek     |
| Andrzej Chyra       | Karol     |
| Tomek Tyndyk        | Adam      |

## Prijzen en nominaties
De belangrijkste:
| Jaar | Prijs                    | Categorie                         | Genomineerde(n)   | Uitslag  |
| ---- | ------------------------ | --------------------------------- | ----------------- | -------- |
| 2016 | Filmfestival van Berlijn | Zilveren beer voor beste scenario | Tomasz Wasilewski | Gewonnen |